# Dödgrävare (skalbagge)
Dödgrävare (Nicrophorus) är ett släkte av skalbaggar som beskrevs av Fabricius 1775. Nicrophorus ingår i familjen asbaggar.

## Dottertaxa tillNicrophorus, i alfabetisk ordning[1][2]
- Nicrophorus americanus
- Nicrophorus antennatus
- Nicrophorus apo
- Nicrophorus argutor
- Nicrophorus basalis
- Nicrophorus carolinus
- Nicrophorus charon
- Nicrophorus chilensis
- Nicrophorus concolor
- Nicrophorus confusus
- Nicrophorus dauricus
- Nicrophorus defodiens
- Nicrophorus didymus
- Nicrophorus distinctus
- Nicrophorus encaustus
- Orangekantad dödgrävare (Nicrophorus germanicus)
- Nicrophorus guttula
- Nicrophorus herscheli
- Nicrophorus heurni
- Nicrophorus hispaniola
- Svart dödgrävare (Nicrophorus humator)
- Nicrophorus hybridus
- Nicrophorus insignis
- Nicrophorus insularis
- Smalbandad dödgrävare (Nicrophorus interruptus)
- Skogsdödgrävare (Nicrophorus investigator)
- Nicrophorus japonicus
- Nicrophorus kieticus
- Nicrophorus lunatus
- Nicrophorus maculifrons
- Nicrophorus marginatus
- Nicrophorus melissae
- Nicrophorus mexicanus
- Nicrophorus mongolicus
- Nicrophorus montivagus
- Nicrophorus morio
- Nicrophorus nepalensis
- Nicrophorus nigricornis
- Nicrophorus nigrita
- Nicrophorus oberthuri
- Nicrophorus obscurus
- Nicrophorus olidus
- Nicrophorus orbicollis
- Nicrophorus pliozaenicus
- Nicrophorus podagricus
- Nicrophorus przewalskii
- Nicrophorus pustulatus
- Nicrophorus quadraticollis
- Nicrophorus quadrimaculatus
- Nicrophorus quadripunctatus
- Nicrophorus reichardti
- Nicrophorus reticulatus
- Nicrophorus satanas
- Nicrophorus sausai
- Nicrophorus sayi
- Nicrophorus schawalleri
- Nicrophorus scrutator
- Nicrophorus semenowi
- Nicrophorus sepulchralis
- Svartspetsad dödgrävare (Nicrophorus sepultor)
- Nicrophorus smefarka
- Nicrophorus tenuipes
- Nicrophorus tomentosus
- Nicrophorus trumboi
- Nicrophorus ussuriensis
- Nicrophorus validus
- Krumbent dödgrävare (Nicrophorus vespillo)
- Svartklubbad dödgrävare (Nicrophorus vespilloides)
- Heddödgrävare (Nicrophorus vestigator)

## Bildgalleri

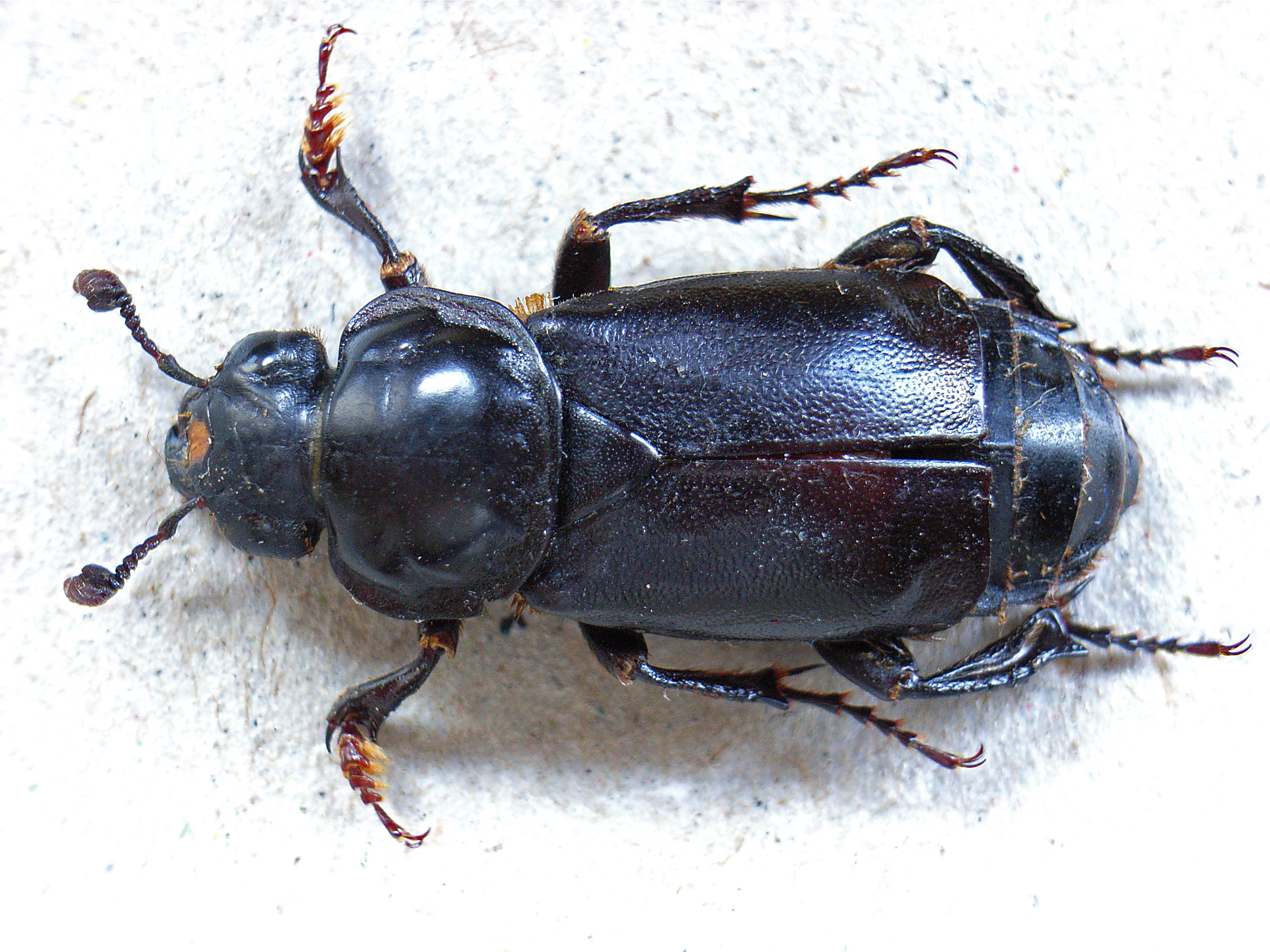
Orangekantad dödgrävare
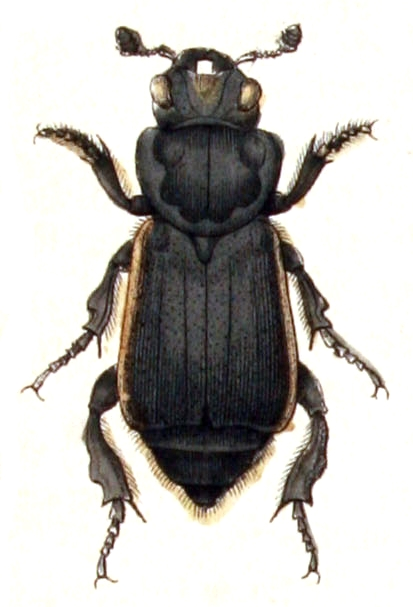
Orangekantad dödgrävare
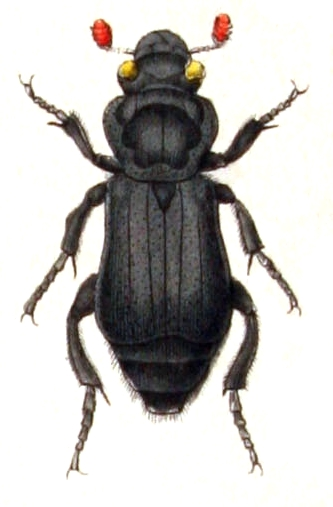
Svart dödgrävare
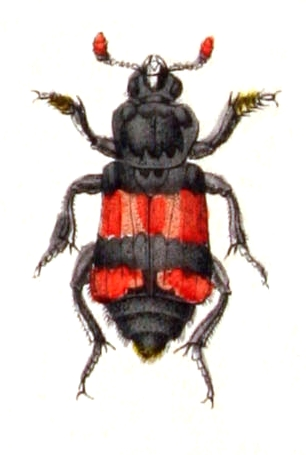
Skogsdödgrävare
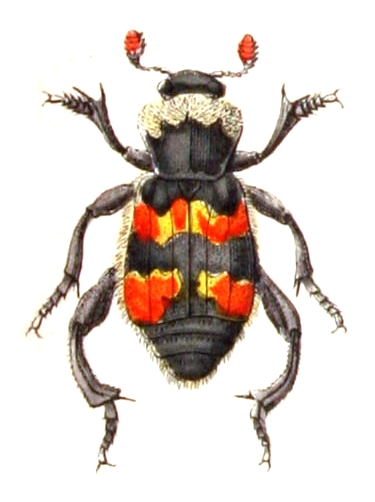
Krumbent dödgrävare
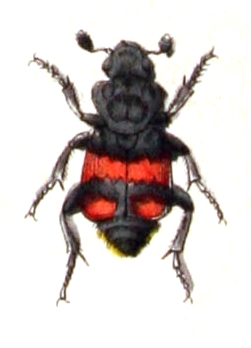
Svartklubbad dödgrävare